# Ottawa Charge
Die Ottawa Charge sind ein kanadisches Fraueneishockey-Team aus Ottawa, das 2023 zu den sechs ligaeigenen Gründungsmannschaften (Franchises) der Professional Women’s Hockey League gehörte. Die Charge tragen ihre Heimspiele in der TD Place Arena, der Spielstätte des OHL-Teams Ottawa 67’s, aus. Vor den Ottawa Charge gab es in Ottawa mit den Ottawa Lady Senators aus der Canadian Women’s Hockey League bis 2010 ein semi-professionelles Fraueneishockeyteam.

## Geschichte

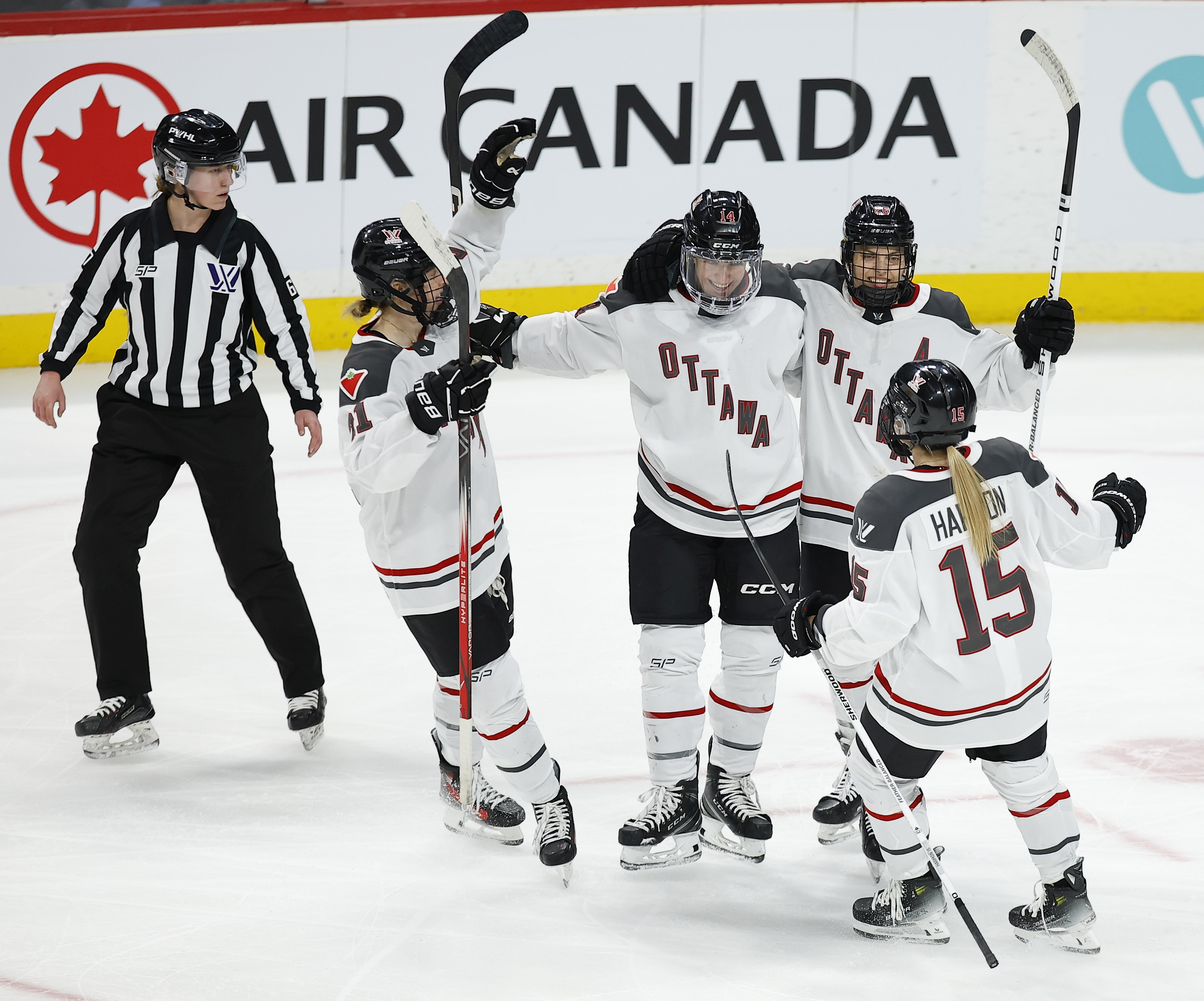
Jubel nach Torerfolg im März 2024

Die Charge wurden 2023 als eines von sechs ligaeigenen Franchises der Professional Women’s Hockey League unter dem Namen generischen Namen PWHL Ottawa gegründet und gehörten damit zu den Gründungsmitgliedern der Liga. Im September 2023 wurde Michael Hirshfeld als erster General Manager des Franchise vorgestellt. Wenige Tage später verpflichtete das Franchise Carla MacLeod, Trainerin der tschechischen Nationalmannschaft, als erste Cheftrainerin.
Zu den ersten Spielerinnen des Teams gehörten mit Emily Clark, Brianne Jenner und Emerance Maschmeyer ausschließlich Mitglieder der kanadischen Frauennationalmannschaft. Im PWHL Draft 2023 wählte das Team an fünfter Stelle Savannah Harmon aus. Als Spielstätte des Franchise wurde die TD Place Arena ausgewählt.
In der regulären Saison der Spielzeit 2023/24 belegte das Team aus Ottawa den fünften Platz und verpasste damit die Playoffs.
Zur folgenden Saison wurde das Team in Ottawa Charge umbenannt und erhielt eigenständige Teamfarben und ein neues Logo.

## Saisonstatistik
Legende zur Saisonstatistik: GP oder Sp = Spiele insgesamt; W oder S = Siege; L oder N = Niederlagen; T oder U = Unentschieden; OTS = Siege nach Verlängerung (Overtime);  OTN oder OL = Overtime-Niederlagen; SOS = Shootout-Siege; SOL oder SON = Shootout-Niederlagen; P oder Pkt = Punkte; Pct % = Siege in %; GF oder T = Tore; GA oder GT = Gegentore
| Saison  | Sp | S  | OTS | OTN | N  | Tore  | Pkt | Regular Season | Postseason           |
| ------- | -- | -- | --- | --- | -- | ----- | --- | -------------- | -------------------- |
| 2023/24 | 24 | 8  | 1   | 6   | 9  | 62:63 | 32  | 5. Platz       | Playoffs verpasst    |
| 2024/25 | 30 | 12 | 2   | 4   | 12 | 71:80 | 44  | 3. Platz       | Niederlage im Finale |

## Cheftrainer
- Carla MacLeod seit 2023

## Mannschaft

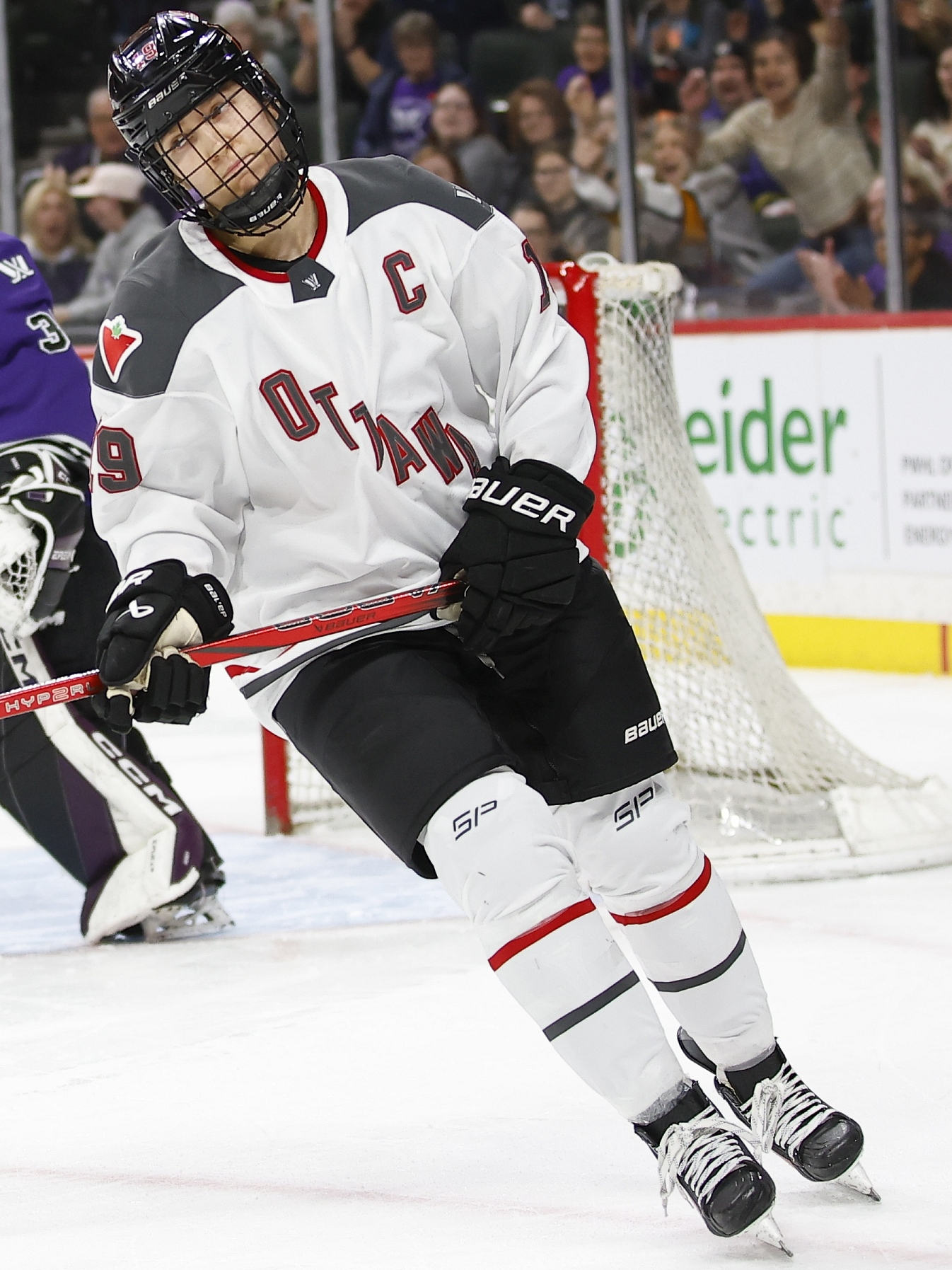
Kapitänin Brianne Jenner (März 2024)

### Mannschaftskapitäne
- Brianne Jenner seit 2023

### Bekannte Spielerinnen
- Sandra Abstreiter
- Shiann Darkangelo
- Anna Meixner
- Hayley Scamurra
- Fanni Garát-Gasparics